# Reprezentacja Jugosławii w piłce wodnej mężczyzn
Reprezentacja Jugosławii w piłce wodnej mężczyzn – zespół, biorący udział w imieniu Jugosławii w meczach i sportowych imprezach międzynarodowych w piłce wodnej, powoływany przez selekcjonera, w którym mogą występować wyłącznie zawodnicy posiadający obywatelstwo jugosłowiańskie. Za jej funkcjonowanie odpowiedzialny był Jugosłowiański Związek Piłki Wodnej (VSJ), który był członkiem Międzynarodowej Federacji Pływackiej. W 1992 Jugosławia rozpadła się.

## Historia
W 1927 reprezentacja Jugosławii rozegrała swój pierwszy oficjalny mecz na Mistrzostwach Europy.

## Udział w turniejach międzynarodowych

### Igrzyska olimpijskie
Reprezentacja Jugosławii 12-krotnie występowała na Igrzyskach Olimpijskich. Najwyższe osiągnięcie to złote medale w 1968, 1984 i 1988 roku.

### Mistrzostwa świata
Dotychczas reprezentacji Jugosławii 6 razy udało się awansować do finałów MŚ. Najwyższe osiągnięcie to mistrzostwo w 1986 i 1991.

### Puchar świata
Jugosławia 6 razy uczestniczyła w finałach Pucharu świata. W 1987 i 1989 zdobyła trofeum.

### Mistrzostwa Europy
Jugosłowiańskiej drużynie 17 razy udało się zakwalifikować do finałów ME. W 1991 została mistrzem kontynentu.